# Operacja Chastise
Operacja Chastise (dosł. „wychłostać”) – kryptonim akcji zbombardowania w nocy z 16 na 17 maja 1943 roku niemieckich zapór na rzekach w Zagłębiu Ruhry przez 617 Dywizjon Bombowy RAF-u nazywany od tego czasu Dambusters (dosł. „Niszczycielami Tam”), który dokonał tego przy użyciu specjalnie w tym celu skonstruowanych „skaczących bomb” wynalezionych i zbudowanych przez brytyjskiego inżyniera Barnesa Wallisa. W wyniku bombardowania zapory na zbiornikach Möhne i Edersee zostały przerwane, powodując katastrofalne zniszczenia w dolinie rzeki Ruhry. Ziemna tama na rzece Sorpe została jedynie nieznacznie uszkodzona.

## Tło historyczne
Na długo przed wybuchem II wojny światowej brytyjskie władze wojskowe uznały uprzemysłowione Zagłębie Ruhry, a szczególnie zapory wodne na jego rzekach, za ważny cel strategiczny, bowiem nie dość, że dostarczały one energii elektrycznej, to były także źródłem wody pitnej w regionie i zapewniały transport w systemie rzek i kanałów. Nad sposobem ewentualnego zniszczenia zapór pracowano od dawna. W grę wchodziły wyłącznie ataki lotnicze z użyciem bomb dużej mocy, jednak Bomber Command w trakcie pierwszych dwóch lat wojny nie było jeszcze w stanie osiągnąć wystarczającej precyzji bombardowań, szczególnie wobec silnej obrony przeciwlotniczej nieprzyjaciela.
Koncepcję ataku newralgicznych elektrowni i zapór wodnych Wallis opracował jeszcze przed II wojną światową. W memorandum do dowództwa RAF zaproponował, aby bombardowanie strategiczne ograniczyć jedynie do tego typu celów. Uważał, że bombardowanie dużych celów przemysłowych jest nieekonomiczne, równie dobre jego zdaniem byłoby pozbawienie fabryk potrzebnego im prądu (poprzez zniszczenie elektrowni) oraz surowców potrzebnych do produkcji (poprzez zniszczenie infrastruktury kolejowej, w szczególności mostów). W późniejszym okresie II wojny światowej Wallis opracował mające służyć tym celom bomby typu Grand Slam i Tallboy.

## Przygotowania

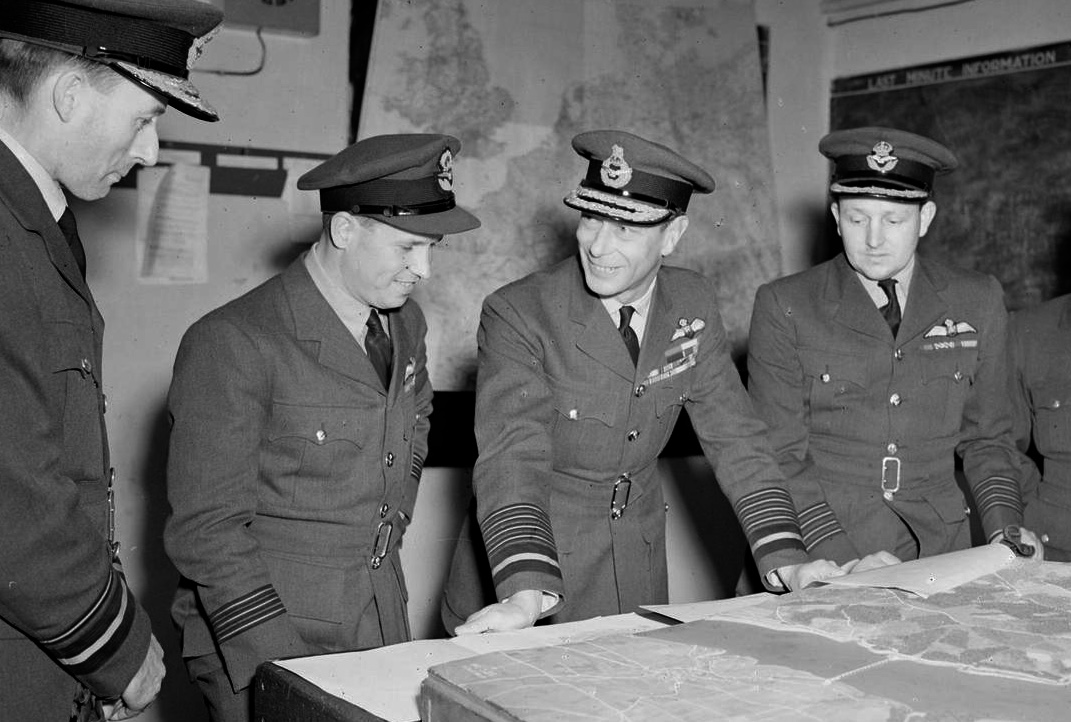
Wicemarszałek lotnictwa Ralph Cochrane, dowódca skrzydła Guy Gibson, król Jerzy VI i kapitan John Whitworth podczas omawiania szczegółów rajdu

Atak na zapory stał się możliwy do przeprowadzenia z chwilą skonstruowania przez Barnesa Wallisa i jego zespół z zakładów Vickersa bomby przeznaczonej właśnie do tego celu. Początkowo Wallis myślał o zrzuceniu bomby o wadze 10 ton z wysokości 12 000 metrów, co miałoby wywołać efekt „trzęsienia ziemi”. Problem polegał na tym, że alianci nie dysponowali bombowcem, który mógłby wznieść się na taką wysokość z takim ładunkiem. Do zniszczenia zapory wystarczyłaby znacznie mniejsza bomba, ale pod warunkiem, że eksplodowałaby tuż przy ścianie zapory poniżej poziomu wody, tymczasem tamy niemieckich zbiorników chronione były skutecznie sieciami przeciwtorpedowymi.
Wallis opracował więc bombę w kształcie beczki obracającą się z prędkością ponad 500 obr./min, która zrzucona z odpowiednio małej wysokości i przy właściwej szybkości samolotu miała pokonać znaczny dystans, skacząc po powierzchni wody aż do osiągnięcia ściany zapory. Ostatnie obroty winny pozwolić bombie toczyć się po ścianie zapory aż do jej podstawy.
Próby zapoczątkowało wysadzenie gipsowego modelu zapory w zakładach doświadczalnych w Watford pod Londynem, a zakończyło przerwanie istniejącej, ale nie używanej zapory na zbiorniku wodnym Elan w Walii.
Nowa broń Wallisa została zaakceptowana do użytku 26 lutego 1943 roku. Bomba otrzymała nazwę kodową „Upkeep”, zaś termin ataku wyznaczono na maj, kiedy poziom wód w zbiornikach miał być najwyższy, a przerwanie zapór spowodować największe szkody.

### Wykonawcy i cele

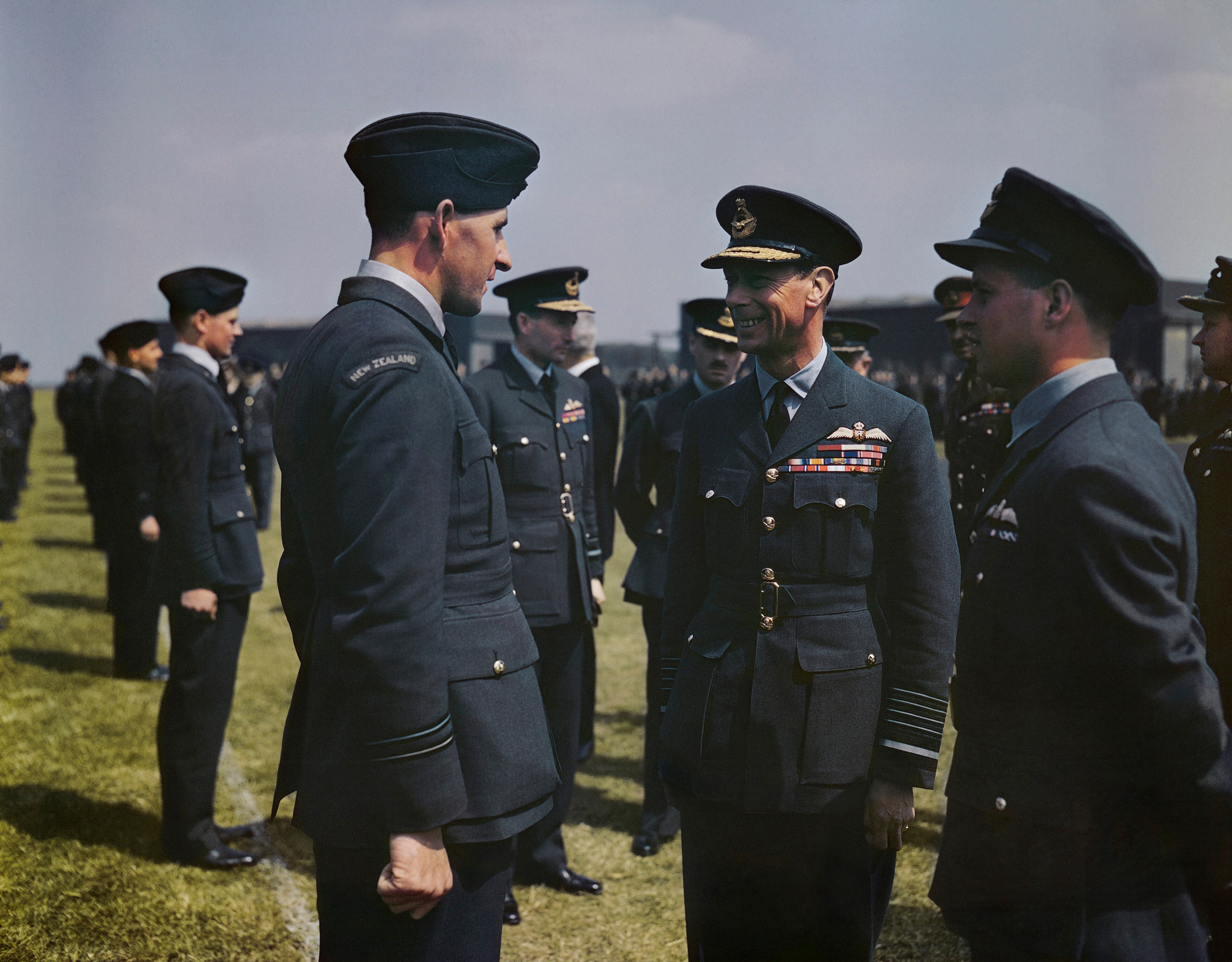
Król Jerzy VI w rozmowie z lotnikami z Dywizjonu 617 po powrocie z rajdu

Do wykonania zadania wybrano 5. Grupę RAF-u, z której wyłoniony został nowy 617 Dywizjon Bombowy przeznaczony do przeprowadzenia operacji bombowej przeciw zaporom. Nazwano go początkowo Dywizjonem „X”, jako że dowództwo RAF-u nie zdążyło z nadaniem zgodnej z przepisami nazwy.
Dowódca, Wing Commander Guy Gibson, doświadczony pilot (mający ogółem ponad 170 lotów bojowych na bombowcach i nocnych myśliwcach), z rozmysłem wybrał 21 załóg z dywizjonów istniejących w 5. Grupie. Załogi te składały się z personelu RAF-u kilku różnych narodowości, w tym z Royal Australian Air Force (RAAF), Royal Canadian Air Force (RCAF) i Royal New Zealand Air Force (RNZAF). Dywizjon stacjonował w bazie RAF-u w Scampton, około 8 km na północ od miejscowości Lincoln w Lincolnshire.
Jako cele wybrano dwie kluczowe zapory na zbiornikach wodnych położonych powyżej zagłębia Ruhry: Möhne i Sorpe oraz zaporę na rzece Eder, która uchodzi do Wezery, jako cel dodatkowy. Wprawdzie przerwanie dostaw energii z hydroelektrowni miało duże znaczenie, większą wagę przykładano jednak do przerw w zaopatrzeniu w wodę ośrodków przemysłowych, miast oraz kanałów żeglownych. Ponadto po przerwaniu zapór spodziewano się niszczących powodzi.
Samolotami były zmodyfikowane Avro Lancastery Mk III typu B Mark III Special (464 Provisioning). Dla zmniejszenia wagi maszyn usunięto większość ich uzbrojenia, między innymi wieżyczki górnych strzelców. Rozmiary bomb i ich nietypowy kształt wymagały usunięcia drzwi luków bombowych, a bomby musiały być podwieszane i częściowo wystawać z kadłubów samolotów. Były montowane na widłowym zawieszeniu, a przed zrzuceniem wprowadzane w ruch wirowy przez dodatkowe silniki elektryczne montowane pod kadłubem.

### Ćwiczenia i organizacja
Bombardowanie z wysokości 20 m przy szybkości 400 km/h, jak również precyzyjne ustalenie odległości od celu, wymagało doświadczonych załóg, dlatego natychmiast podjęto intensywne ćwiczenia w nocnych lotach na małych wysokościach.

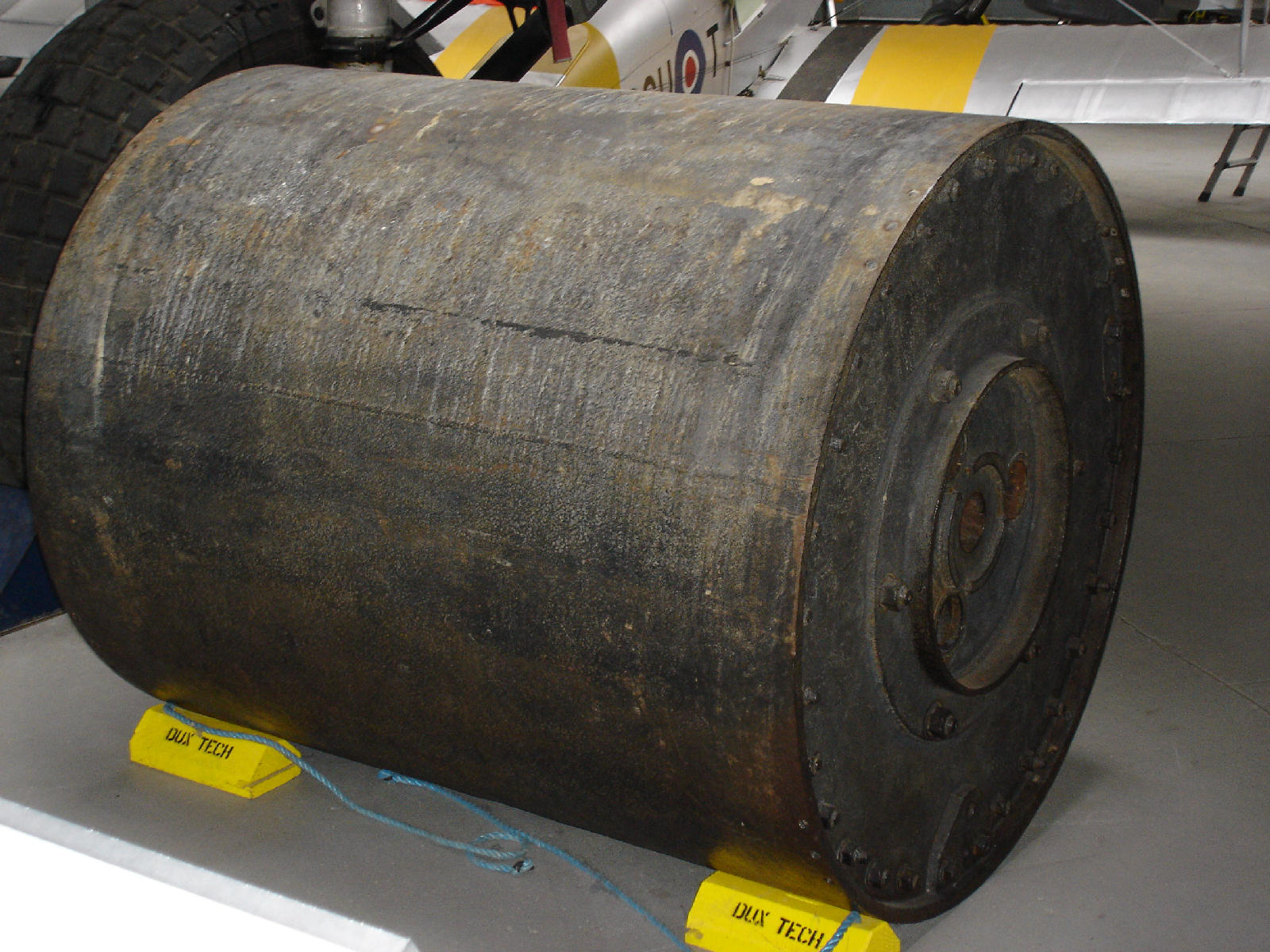
Oryginalna skacząca bomba w Imperial War Museum w Duxford

Do tego dochodziły problemy techniczne. Pierwszym było ustalenie momentu, kiedy samolot znajdzie się w odpowiedniej dla zrzucenia bomby odległości od zapory. Zarówno zapora Möhne, jak i Eder miały wieże na obu końcach. Skonstruowano więc specjalne urządzenie celownicze z dwoma ustawionymi pod odpowiednim kątem ramionami, przez które pilot w momencie ataku obserwował cel. Bombę można było zrzucić, gdy obie wieże pokryły się z krańcami ramion.
Drugi problem stanowiło ustalenie wysokości lotu, bowiem używane wówczas wysokościomierze barometryczne nie zapewniały wystarczającej dokładności. Poradzono sobie z tym w ten sposób, że pod nosem i kadłubem maszyny zamontowano reflektory pod takim kątem, że widziane na wodzie strumienie ich świateł zbiegały się z sobą dokładnie podczas lotu na pożądanej wysokości 20 m. Załogi ćwiczyły loty nad zbiornikami wodnymi w Leicestershire, Derbyshire i w pobliżu Dorset.
Bomby dostarczono do dywizjonu 13 maja. O godzinie 18:00 15 maja Gibson i Wallis odbyli odprawę z udziałem czterech oficerów: Henry’ego Maudsleya, H.M. „Dinghy” Younga, zastępcy Gibsona w ataku na Möhne, Johna Hopgooda i Boba Haya. Reszta załóg była odprawiana w serii spotkań następnego dnia; kolejno odprawiano pilotów, nawigatorów i bombardierów.
Dywizjon został podzielony na trzy formacje.
Formacja nr 1 składała się z dziewięciu samolotów w trzech grupach: (według nazwisk pilotów) Gibsona, Hopgooda i H.B. „Micky’ego” Martina (Australijczyka służącego w RAF-ie); Younga, Davida Maltby’ego i Dave’a Shannona (RAAF); Maudsleya, Billa Astella i Lesa Knighta (RAAF). Celem formacji była zapora Möhne; każdy samolot, który nie zrzuciłby bomb, miał następnie atakować zaporę Eder.
Formacja nr 2 składała się z pięciu samolotów pilotowanych przez Joe McCarthy’ego (Amerykanina służącego w RCAF), Vernona Byersa, Boba Barlowa (RAAF), Geoffa Rice’a i Lesa Munro (RNZAF). Celem formacji była zapora Sorpe.
Formacja nr 3 stanowiła mobilną rezerwę, składającą się z samolotów pilotowanych przez Cyrila Andersona, Billa Townsenda, Kena Browna (RCAF), Warnera Ottleya i Lewisa Burpee (RCAF). Formacja ta wystartowała dwie godziny później, z zadaniem bombardowania celów głównych lub zapór o mniejszym znaczeniu w Schwelm, Ennepe i Diemel.
Dwie załogi nie mogły wziąć udziału w nalocie z powodu chorób.
Główna kwatera operacji znajdowała się w Grantham w hrabstwie Lincolnshire. Załogi samolotów miały przekazywać tam (nadawane kodem Morse’a) kluczowe dla nalotu informacje: Goner, co znaczyło „bomba zrzucona”; Nigger, „Möhne przerwana” i Dinghy, „Eder przerwana”.

## Nalot

Animacja ukazująca bombardowanie zapór przy użyciu skaczących bomb

Samoloty leciały dwiema trasami, starając się omijać znane koncentracje niemieckiej artylerii przeciwlotniczej, a jednocześnie tak zsynchronizować lot, by przekroczyć nieprzyjacielski brzeg w tym samym czasie. Pierwsze samoloty z formacji nr 2, lecące dłuższą, północną trasą, zaczęły startować o godzinie 21:28. Bombowiec McCarthy’ego miał problemy z układem hydraulicznym, więc załoga wystartowała na zapasowej maszynie 20 minut później.
Formacja nr 1 startowała w grupach po trzy samoloty w 10-minutowych odstępach, rozpoczynając o 21:39. Formacja rezerwowa zaczęła startować dopiero o 0:09 17 maja.
Formacja nr 1 weszła nad kontynent pomiędzy wyspami Walcheren i Schouwen, przeleciała nad Holandią, ominęła łukiem bazy lotnicze w Gilze-Rijen i Eindhoven, a następnie stanowiska obronne Zagłębia Ruhry, po czym skręciła na północ, by ominąć Hamm, a w końcu na południe ku dolinie rzeki Möhne. Formacja nr 2 leciała dalej na północ, przekraczając linię brzegową na wysokości Vlieland, przecinając IJsselmeer, by dołączyć do pierwszej trasy w pobliżu Wesel i opuścić ją za Möhne, kierując się ku rzece Sorpe.
Bombowce leciały nisko, na wysokości około 30 m, dla uniknięcia wykrycia przez radar. Sierżant George Chalmers, radiooperator na pokładzie O jak Orange, wyjrzał przez kopułkę astronawigacyjną i zamarł, widząc, że jego pilot prowadzi samolot do celu przecinką leśną poniżej linii szczytów drzew.

### Pierwsze straty
Pierwsze straty atakujący odnotowali zaraz po osiągnięciu brzegów Holandii. Szczególnie nie wiodło się formacji nr 2: samolot Munro stracił radio od wybuchu pocisku przeciwlotniczego i zawrócił nad Ijsselmeer. Z kolei Rice leciał za nisko i uderzył o falę tracąc bombę – pozbawiony swej głównej broni również wrócił do bazy. Lancastery Barlowa i Byersa wleciały nad kontynent w okolicach wyspy Texel. Bombowiec Byersa został zestrzelony niemal natychmiast i rozbił się w wodach Waddenzee, a Barlowa roztrzaskał się po uderzeniu o linię wysokiego napięcia. Jedynie opóźniony bombowiec McCarthy’ego przeleciał bezpiecznie nad Holandią. Podobnie w formacji nr 1: samolot Astella rozbił się na polu koło niemieckiej osady Marbeck po zahaczeniu o linię wysokiego napięcia.

### Atak na zaporę Möhne

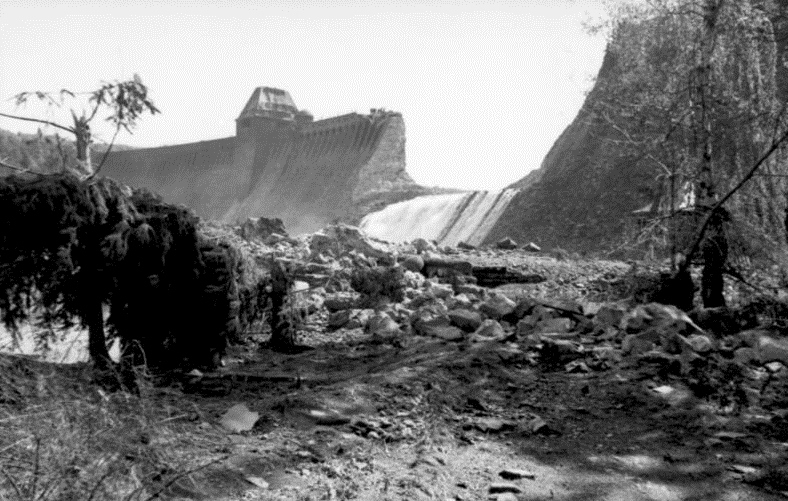
Zapora Möhne po ataku

Formacja nr 1 przybyła nad jezioro Möhne i samolot Gibsona (G jak George) jako pierwszy przystąpił do ataku, zaraz za nim leciał Hopgood na swoim (M jak Mother). Bombowiec Hopgooda został trafiony, gdy leciał nisko nad wodą, przy czym pocisk z „flaka” spowodował wybuch jego własnej bomby, zniszczeniu uległo jedno ze skrzydeł, a samolot zwalił się do wody. Trzej członkowie załogi zdołali opuścić tonący samolot, ale przeżyło tylko dwóch. Gibson zawrócił, przelatując ponownie nad zaporą, by odciągnąć ogień dział przeciwlotniczych od samolotu Martina. Martin (P jak Popsie) atakował jako trzeci; jego samolot został uszkodzony, ale atak się powiódł. Następnie zaporę bombardował Young (A jak Apple), a tuż za nim Maltby (J jak Johnny), kiedy to ostatecznie zapora została przerwana. Następnie Gibson z Youngiem poprowadzili samoloty Shannona, Maudslaya i Knighta w kierunku Eder. W czasie ataku na Möhne jeden z bombowców przesłał do bazy meldunek, ale odległość była zbyt duża dla radiostacji pokładowych.

### Atak na zaporę Eder

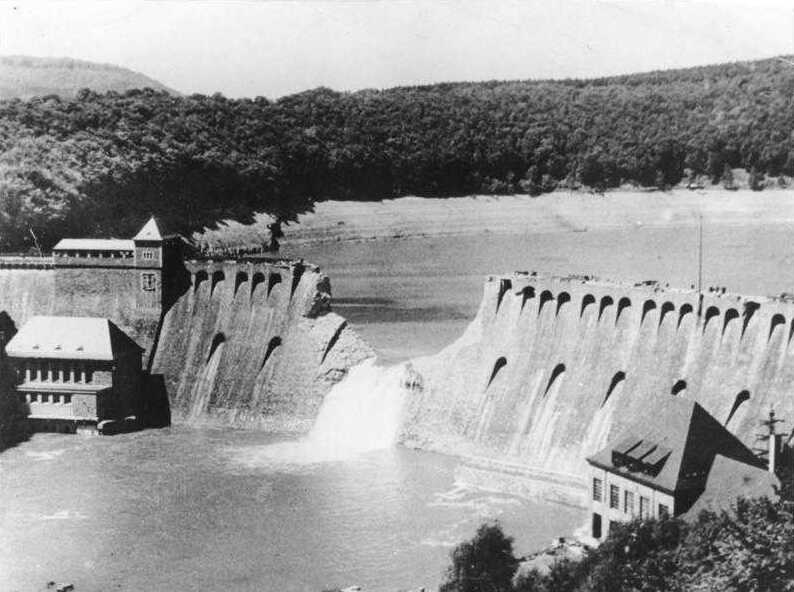
Zdjęcie zapory Eder zrobione 17 maja 1943

Dolina rzeki Eder tonęła w gęstej mgle, ale nie była broniona. Myląca topografia otaczających jezioro wzgórz czyniła nalot nadzwyczaj trudnym i pierwszy samolot, Shannona, próbował sześć razy podejść do ataku, po czym zdecydował się tymczasowo wycofać. Maudslay (Z jak Zebra) zaatakował jako drugi, ale bomba wybuchła uderzywszy w szczyt tamy, poważnie uszkadzając bombowiec. Shannon podjął jeszcze jedną próbę i tym razem udało mu się. Ostatni bombowiec formacji, Knighta (N jak Nut), ostatecznie doprowadził do przerwania zapory.

### Ataki na zapory Sorpe i Ennepe
Zapora Sorpe była najtrudniejsza do przerwania. To wielka, ziemna tama, zupełnie inna niż zapory ze zbrojonego betonu, które udało się przerwać niemal bez trudu. Pomijając inne problemy, tylko trzy Lancastery dotarły do zapory Sorpe: Joe McCarthy’ego (T jak Tommy, spóźniony samolot z drugiej fali), a później Browna (F jak Freddie) i Andersona (Y jak York), oba z trzeciej formacji. Te ataki różniły się od poprzednich dwojako: bomby nie były wprawiane w ruch wirowy, a podejścia do miejsc bombardowania znajdowały się nie na wprost, a wzdłuż zapory, co wynikało z układu przestrzennego doliny.
Samolot McCarthy’ego pojedynczo dotarł nad zaporę Sorpe o godzinie 00.15. Pilot zrozumiał, że atak jest trudniejszy, niż należało się spodziewać: dobieg wiódł znad wzgórz na wysoką wieżę kościoła we wsi Langscheid. Pilot w ciągu kilku sekund musiał podnieść samolot w górę, by uniknąć zderzenia ze zboczem wzgórza po drugiej stronie zapory. W tej sytuacji bombardier George Johnson nie miał czasu, by skorygować wysokość i odległość od celu. McCarthy dziewięć razy podchodził do ataku zanim Johnson uznał, że nalot może się powieść. Bomba została zrzucona przy dziesiątym nawrocie (dzięki Niemcom, którzy uznali, że zapory nie można zniszczyć w ataku z powietrza, w związku z czym nie rozmieścili w okolicy dział przeciwlotniczych). Bomba eksplodowała, ale gdy McCarthy zawrócił swego Lancastera, by ocenić zniszczenia, uznał, że tylko fragment wału ziemnego został uszkodzony, a zapora nadal spełnia swoje funkcje.
Trzy rezerwowe samoloty zostały również skierowane na zaporę Sorpe. Samolot Burpee (S jak Sugar) nigdy do niej nie dotarł; później ustalono, że został zestrzelony przy próbie ominięcia niemieckiej bazy lotniczej Gilze-Rijen. Brown (F jak Freddy) dotarł do celu: w gęstniejącej mgle bomba została zrzucona bez namiarów i również nie zniszczyła zapory. Anderson (Y jak York) nadleciał jako ostatni, ale mgła stała się tak gęsta, że nie mógł podejść do bombardowania. Pozostałe dwa bombowce zostały wysłane przeciw drugorzędnym celom, przy czym Ottley (C jak Charlie) został zestrzelony w drodze do zapory Listera. Townsend (O jak Orange) zrzucił bombę na zaporę Ennepe, ale nawet jej nie uszkodził.

### Możliwy atak na zaporę Bever
Pewne poszlaki wskazują, że Townsend mógł zaatakować – przez pomyłkę – zaporę Bever zamiast Ennepe. Townsend meldował o trudnościach ze znalezieniem celu, a w swym raporcie po powrocie skarżył się, że mapa jeziora i zapory Ennepe zawierała błędy. Zapora Bever znajduje się zaledwie 8 km na południowy zachód od Ennepe, a oba zbiorniki są do siebie podobne. Tyle tylko, że zapora Bever znajduje się na południowym krańcu jeziora, podczas gdy Ennepe na północnym. Przy mgle zalegającej doliny we wczesnych godzinach rannych pomyłka wydaje się całkiem możliwa. Z zapisków niemieckiego sztabu generalnego wynika, że zapora Bever była atakowana niemal dokładnie w tym samym czasie co Sorpe. W dodatku Wupperverband, organizacja mająca pieczę nad zaporą Bever, miała wydobyć z dna jeziora pozostałości „miny”. Paul Keiser, 19-letni żołnierz przebywający na przepustce w swym domu w pobliżu jeziora, opowiadał o samolocie dokonującym kilkakrotnie nalotów nad zaporę, po czym nastąpiła głośna eksplozja i widać było wysoki słup ognia.
John Sweetman, autor książki The Dambusters’ Raid, uważa, że wzmiankowane w raporcie Townsenda odbicie światła księżycowego od warstw mgły świadczy, że atakował zaporę Bever, a nie Ennepe, o czym świadczyć ma wysokość Księżyca i jego położenie względem osi ataku. Sweetman podkreśla równocześnie, że zdaniem organizacji Ennepe-Wasserverband w pobliżu zapory Ennepe zrzucono tylko jedną bombę w czasie całej wojny i że bomba ta spadła na las w pobliżu zapory, a nie w wodę, jak informował raport Townsenda. I na koniec, członkowie załogi samolotu Townsenda informowali niezależnie od siebie, że widzieli na brzegu dwór, zaś atakowana przez nich zapora była tamą ziemną, a nie betonową, co również wskazuje na Bever. O tym, że celem ataku była Ennepe, świadczy jedynie raport Townsenda, który napisał, że atakował zaporę lecąc kursem „355 degrees magnetic”. Jeśli przyjmiemy, że kurs podany został nieprawidłowo, wszystkie pozostałe przesłanki wskazują na Bever.

### Droga powrotna
W drodze powrotnej, ponownie na bardzo niskiej wysokości, stracono dwie kolejne maszyny. Uszkodzony Lancaster „Z jak Zebra” został trafiony pociskiem przeciwlotniczym w pobliżu Netterden, zaś „A jak Apple” na północ od IJmuiden. Bombowiec rozbił się w Morzu Północnym niedaleko brzegów Holandii. Gdy samoloty przelatywały nad wybrzeżem, niektóre niemieckie działa przeciwlotnicze strzelały pod tak niskim kątem, że widziano jak pociski odbijały się od wody.
Jedenaście pozostałych samolotów zaczęło lądować w Scampton o godzinie 3:11, przy czym Gibson wrócił 4:15. Ostatni samolot, Townsenda, znalazł się na ziemi o 6:15.

## Lista samolotów biorących udział w akcji
| Nazwa samolotu | Dowódca       | Cel ataku bombowca      | Wrócił?       | Komentarz |
| Pierwsza fala  | Pierwsza fala | Pierwsza fala           | Pierwsza fala | Pierwsza fala |
| -------------- | ------------- | ----------------------- | ------------- | --- |
| G jak George   | Gibson        | Zapora Möhne            | tak           | Dowódca. Bomba wybuchła przed zaporą. Użył swego samolotu jako celu dla artylerii przeciwlotniczej dla osłony pozostałych samolotów. |
| M jak Mother   | Hopgood       | Zapora Möhne            | nie           | Bomba wybuchła za zaporą. Zestrzelony w trakcie ataku.                                                                               |
| P jak Popsie   | Martin        | Zapora Möhne            | tak           | Bomba nie trafiła w cel. |
| A jak Apple    | Young         | Zapora Möhne            | nie           | Bomba trafiła w cel powodując małe uszkodzenia. Zestrzelony w drodze powrotnej nad Holandią.                                         |
| J jak Johnny   | Maltby        | Zapora Möhne            | tak           | Bomba trafiła i przerwała tamę. |
| L jak Leather  | Shannon       | Zapora Eder             | tak           | Bomba trafiła cel, bez efektów. |
| Z jak Zebra    | Maudslay      | Zapora Eder             | nie           | Bomba wybuchła nad zaporą uszkadzając bombowiec, który został zestrzelony w drodze powrotnej.                                        |
| N jak Nan      | Knight        | Zapora Eder             | tak           | Bomba spowodowała przerwanie tamy.                                                                                                   |
| B jak Baker    | Astell        | nieznany                | nie           | Rozbił się po uderzeniu o linię wysokiego napięcia.                                                                                  |
| Druga fala     |               |                         |               | |
| T jak Tommy    | McCarthy      | Zapora Sorpe            | tak           | Bomba trafiła w cel bez widocznych efektów.                                                                                          |
| E jak Easy     | Barlow        | nieznany                | nie           | Rozbił się po uderzeniu w linię wysokiego napięcia.                                                                                  |
| K jak King     | Byers         | nieznany                | nie           | Zestrzelony nad Holandią. |
| H jak Harry    | Rice          | nieznany                | tak           | Zgubił bombę w morzu. |
| W jak Willie   | Les Munro     | nieznany                | tak           | Uszkodzony przez artylerię przeciwlotniczą przed osiągnięciem celu.                                                                  |
| Trzecia fala   |               |                         |               | |
| Y jak York     | Anderson      | Zapora Sorpe            | tak           | Nie mógł znaleźć celu z powodu mgły. Wrócił do Scampton z uzbrojoną bombą.                                                           |
| F jak Freddy   | Brown         | Zapora Sorpe            | tak           | Bomba trafiła w cel, bez widocznego efektu.                                                                                          |
| O jak Orange   | Townsend      | Zapora Ennepe lub Bever | tak           | Bomba trafiła w cel lub obok celu, bez widocznego efektu.                                                                            |
| S jak Sugar    | Burpee        | nieznany                | nie           | Zestrzelony nad Holandią w drodze do celu.                                                                                           |
| C jak Charlie  | Ottley        | nieznany                | nie           | zestrzelony nad Niemcami w drodze do celu.                                                                                           |

## Ocena zniszczeń
Bomber Command chciało jak najszybciej otrzymać raport o skutkach bombardowań, w związku z czym dowódca Dywizjonu 542 został powiadomiony o przewidywanym czasie ataków. Jeden ze zwiadowczych spitfire’ów, pilotowany przez Franka „Jerry’ego” Fraya, wystartował z lotniska w Benson o 7.30 i znalazł się nad doliną Ruhry w świetle dnia; zrobił zdjęcia przerwanych zapór i zalanych terenów. Pilot później zdał ustną relację z lotu:
„Gdy znalazłem się jakieś 150 mil (280 km) przed zaporą Möhne, zobaczyłem przemysłowy smog nad zagłębiem Ruhry, a dalej na wschodzie coś, co wyglądało jak chmura. Gdy podleciałem bliżej, zobaczyłem, że to, co brałem za chmurę, było w rzeczywistości odbiciem słońca na szerokim rozlewisku powodzi.
Zajrzałem w głąb doliny, która tak spokojnie wyglądała trzy dni wcześniej [podczas poprzedniego lotu zwiadowczego]. Teraz to był szeroki potok.

Cała dolina rzeczna znalazła się pod wodą, z której wystawały jedynie większe wzniesienia, drzewa i wieże kościołów. Byłem pod wrażeniem rozmiarów powodzi”.

## Po rajdzie

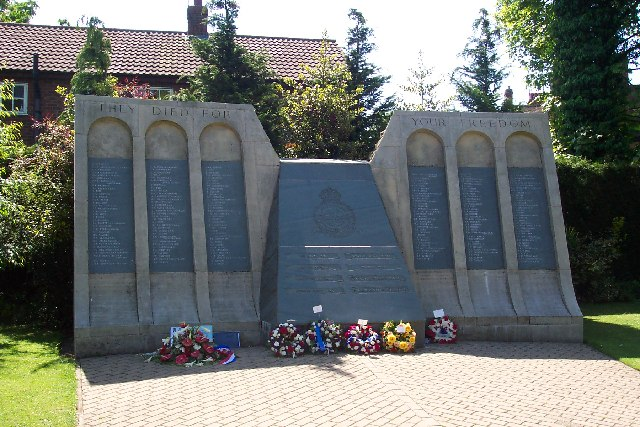
Pomnik poległych uczestników Operacji Chastise w Woodhall Spa, Lincolnshire

Trzem członkom załogi samolotu Hopgooda udało się szczęśliwie opuścić tonący samolot; zostali wkrótce wzięci do niewoli, ale jeden z nich zmarł później z odniesionych ran. Również jeden członek załogi Ottleya przeżył upadek samolotu i trafił do niewoli.
W sumie zginęło 53 ze 133 członków załóg biorących udział w nalocie, co oznacza prawie 40% strat. Trzynastu z poległych należało do Royal Canadian Air Force, a dwóch do Royal Australian Air Force.
34 uczestników rajdu zostało 22 czerwca odznaczonych w Pałacu Buckingham: Gibson otrzymał Krzyż Wiktorii, pięciu zostało nagrodzonych Distinguished Service Order, dziesięciu Distinguished Flying Cross a czterech okuciami do tych krzyży, dwóch dostało Conspicuous Gallantry Medal, jedenastu Distinguished Flying Medal, a jeden okucie do tego medalu.
Podane wstępnie przez Niemców straty miały wynosić 1294 zabitych, w tym 749 francuskich, belgijskich i holenderskich jeńców wojennych oraz ukraińskich robotników przymusowych.
Po odbyciu propagandowej podróży po Ameryce i krótkotrwałej pracy w Ministerstwie Lotnictwa w Londynie (kiedy napisał książkę Enemy Coast Ahead), Gibson wrócił do latania i zginął na swym Mosquito w 1944 roku.
Po rajdzie na zapory Dywizjon 617 był nadal utrzymywany jako jednostka specjalna. Mottem dywizjonu stało się powiedzenie „Après moi le déluge” („Po mnie [tylko] potop”). Według Brickhilla motto było nieco kontrowersyjne: jego oryginalna wersja Après nous le déluge („Po nas [tylko] potop”) była odrzucana przez heraldyków, jako mająca niestosowne pochodzenie (wymyślone jakoby przez Madame Pompadour i jako après moi le déluge użyte przez Ludwika XV).
Dywizjon wyspecjalizował się w zrzucaniu wielkich bomb konstrukcji Wallisa, takich jak Tallboy i Grand Slam, w tym na niemiecki pancernik „Tirpitz” przy użyciu unowocześnionych celowników, pozwalających atakować małe cele ze znacznie większą dokładnością niż uprzednio. Dywizjon pozostaje nadal (2011) w czynnej służbie.
W roku 1977 artykuł 56 I Protokołu Konwencji Genewskiej zakazał bombardowania zapór: „zabrania się atakowania obiektów takich jak zapory, groble i elektrownie nuklearne, nawet jeśli obiekty te są obiektami wojskowymi, skoro atak taki może spowodować uwolnienie niebezpiecznych mocy i w konsekwencji narazić życie cywilnej ludności”.

## Wpływ na toczącą się wojnę

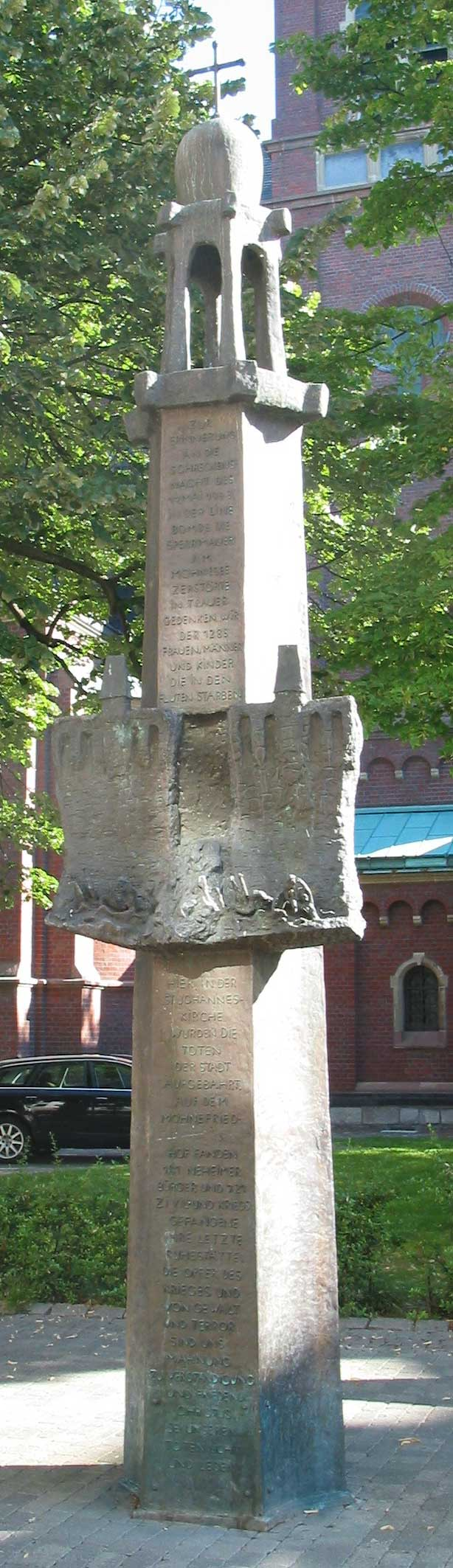
Pomnik zabitych mieszkańców Neheim, miasta oddalonego o 7 km od zapory Möhne

### Od strony taktycznej
Dwa bezpośrednie uderzenia bomb w zaporę Möhne spowodowały powstanie wyrwy około 75 m szerokiej i 22 m głębokiej. Zniszczenie spowodowało wylanie się 330 milionów ton wody w doliny zachodniej części regionu Ruhry. Fala wysokości 10 m przetoczyła się z szybkością 24 km/h dolinami rzek Möhne i Ruhra. Zalanych zostało kilka kopalń, zniszczonych zostało 11 niewielkich zakładów przemysłowych i 92 domy, zaś 114 fabryk i 971 domów uległo uszkodzeniom. Powódź przerwała około 25 dróg, linii kolejowych i mostów, jako że woda zalała obszary do 80 km od zniszczonej zapory. Szacunkowe obliczenia wykazały, że produkcja wody dla zagłębia, która przed 16 maja 1943 wynosiła około miliona ton, po rajdzie spadła do jednej czwartej tego poziomu.
Rzeka Eder płynie na wschód, do Fuldy, z którą razem zasilają Wezerę uchodzącą do Morza Północnego. Głównym zadaniem Edersee (także dzisiaj) jest utrzymywanie Wezery i Kanału Śródlądowego żeglownymi w miesiącach letnich. Tymczasem fala po przerwaniu zapory okazała się zbyt słaba, by uszkodzić system wodny, gdy dotarła do Kassel (około 35 km poniżej).
Przerwy w dostawach energii elektrycznej z powodu przerwania zapór okazały się najcięższym uderzeniem w produkcję zbrojeniową Zagłębia Ruhry. Dwie elektrownie wodne (produkujące 5100 kilowatów) zostały zniszczone wraz z zaporami, a siedem dalszych uległo uszkodzeniom. W rezultacie fabryki i wiele gospodarstw domowych w regionie zostało pozbawionych prądu przez dwa tygodnie.
Jeśli chodzi o straty ludzkie: według najnowszych badań zginęło co najmniej 1650 osób: około 70 w dolinie rzeki Eder, a w dolinach rzek Möhne i Ruhra znaleziono 1579 ciał, przy czym setki osób uznano za zaginione. 1026 ciał znalezionych poniżej zapory Möhne to jeńcy wojenni i robotnicy przymusowi z kilku obozów, pochodzący w większości ze Związku Sowieckiego. Najcięższe uderzenie przyjęło na siebie miasteczko Neheim (dziś część Arnsbergu) u zbiegu rzek Möhne i Ruhra, gdzie zginęło ponad 800 osób, wśród nich co najmniej 493 to kobiety-więźniarki ze Związku Radzieckiego.
Po zakończeniu operacji Barnes Wallis pisał: „mam wrażenie, że Niemcy odebrały uderzenie, z którego nie podźwigną się przez parę lat”. Jednak, jak się wkrótce okazało, operacja „Chastise” nie przyniosła takich skutków militarnych, jakich się spodziewano. Do 27 czerwca w pełni odtworzony został system wodny, jak również dostawy elektryczności w pełnej skali. Rajd przyczynił się do poważnych strat w ludziach (z czego ponad połowę stanowili jeńcy i robotnicy przymusowi), lecz jedynie w nieznacznym stopniu powstrzymał produkcję przemysłową Zagłębia Ruhry. W tej sytuacji największe znaczenie bombardowań odnosiło się do poprawy brytyjskiego morale.

### W sensie strategicznym
Rajd na zapory był, jak wiele innych brytyjskich rajdów w czasie wojny, wymierzony w niemiecki system ataku/obrony, czyli skierowany na zmianę niemieckiego punktu widzenia z ofensywnego na defensywny. W maju 1943 roku oznaczało to trzymanie sił Luftwaffe i artylerii przeciwlotniczej z dala od Związku Sowieckiego; na początku roku 1944 chodziło o przygotowanie do operacji „Overlord”.
Znacznie większym i zupełnie niespodziewanym efektem nalotu był jego wpływ na niemiecką produkcję żywności. Dolina rzeki Ruhry poniżej zapór była jednym z najważniejszych dostarczycieli żywności w III Rzeszy; w wyniku nalotu wielkie obszary rolne zostały zdewastowane, a ponadto zginęły tysiące zwierząt hodowlanych. Miało to natychmiastowy negatywny wpływ na morale obywateli.
W rezultacie odrzucany wcześniej pomysł Barnesa Wallisa odnośnie do stosowania bomb powodujących efekt „trzęsienia ziemi” został zaakceptowany przez „Bomber” Harrisa. Uprzednio przyjętą praktyką było „bombardowanie dywanowe”, podczas którego wysyłano nad cel setki bombowców zrzucających wiele lekkich bomb w nadziei, że któraś z nich trafi cel. Zastosowanie bomb Tallboy i Grand Slam przyczyniło się do niewyobrażalnych wcześniej zniszczeń w końcowych miesiącach wojny.

### Z dyplomatycznego punktu widzenia
Jednym z głównych powodów przeprowadzenia nalotu była chęć przekonania Stalina, że Wielka Brytania jest nadal pożądanym sojusznikiem. Stalin od początku wojny z Niemcami wzywał Zachód do otwarcia drugiego frontu: rajd miał dowieść, że Brytyjczycy są zdolni do pokonania Niemiec i w konsekwencji wyzwolenia Europy Zachodniej.